# Jamescookina
Jamescookina is een geslacht van eenoogkreeftjes uit de familie van de Anchimolgidae. De wetenschappelijke naam van het geslacht is voor het eerst geldig gepubliceerd in 1991 door Humes.

## Soorten
- Jamescookina exigua Kim I.H., 2003
- Jamescookina moluccensis Kim I.H., 2007
- Jamescookina palmata Kim I.H., 2003
- Jamescookina redacta Humes, 1991